# December Boys
December Boys ist ein Drama aus Australien, das 2007 in die österreichischen und deutschen Kinos kam. Die Hauptrolle übernahm Daniel Radcliffe, der durch die Verfilmungen der Harry-Potter-Romane bekannt wurde.

## Handlung
Die vier Waisenkinder Maps, Misty, Spark und Spit sind beste Freunde und alle im Dezember geboren. Da es wenig Adoptionsmöglichkeiten für sie gibt, dürfen sie als kleinen Ausgleich ihre Weihnachtsferien am Meer verbringen. Kurz nach der Ankunft freunden sie sich mit dem jungen Ehepaar Fearless und Teresa an. Misty, Spark und Spit kommen Teresa schnell näher, doch Maps weigert sich, mit ihr zu sprechen. Stattdessen trifft er sich mit Lucy, einem hübschen Mädchen, die mit ihrem Onkel die Ferien am Strand verbringt. Sie führt ihn zu seltsamen Felsen, an denen sie sich immer wieder treffen und viel Zeit miteinander verbringen.
Die Aussicht, dass Fearless und Teresa einen der Jungen adoptieren könnten, lässt zwischen den Freunden Rivalität aufkommen. Obwohl sie sich darum bemühen, sich dies nicht einzugestehen, eskaliert es zu einer handfesten Prügelei zwischen Maps und Misty. Maps, der sowieso emotional angeschlagen ist, verliert fast den Glauben an das menschliche Miteinander. Nicht nur, dass „seine“ Lucy still und heimlich wieder verschwunden ist und ihn, als er sie wiederfindet, bereits mit dem nächstbesten Jungen betrügt, sondern er muss auch feststellen, dass Fearless ihn und die Jungen belogen hat. Mit der ganzen Situation sichtlich überfordert, zieht sich Maps wieder in sich zurück. Doch als Misty eines Tages aufs offene Meer hinausgetrieben wird und zu ertrinken droht, eilt er zu ihm, obwohl er selbst nicht schwimmen kann. Durch Fearless’ schnelles Eingreifen können jedoch beide gerettet werden und Maps und Misty versöhnen sich.
Wie von allen erwartet, soll Misty von Fearless und Teresa adoptiert werden, doch als sie ihm diese frohe Botschaft verkünden und er seine drei Freunde ohne ihn am Strand spielen sieht, kann er nicht anders, als die Adoption dann doch abzulehnen.
Nach vielen Jahren treffen sich Misty, Spark und Spit als alte Männer noch einmal dort am Strand, wo sie damals die Ferien verbracht hatten. Maps, der Priester in Afrika geworden war und inzwischen verstorben ist, hatte Misty darum gebeten, seine Asche hier ins Meer zu streuen, was die drei gemeinsam tun.

## Hintergrund
Der Film entstand in Adelaide und auf Kangaroo Island. Der Film feierte am 9. September 2007 seine Premiere in Melbourne, in Deutschland kam der Film am 11. Oktober 2007 in die Kinos.

## Musik
Die Musik stammt von dem australischen Filmkomponisten Carlo Giacco (* 1972); der Titelsong wurde von Peter Cincotti komponiert und gesungen.

## Rezeption

### Kritik
„In farbintensiven, großartigen Panoramabildern erzählt ‚December Boys‘ eine gefühlvolle, magisch anmutende Geschichte um Freundschaft, Neid und den Wunsch nach Liebe. Dabei wird der zentrale Konflikt der Waisen, der durch die Sehnsucht nach einer richtigen Familie bestimmt ist, besonders gefühlvoll geschildert.
Vor allem ‚Harry Potter‘-Darsteller Daniel Radcliffe beweist, dass er das Talent für Charakterrollen besitzt – auch wenn es ungewohnt ist, ihn mit behaarten Beinen oder einer Zigarette in der Hand zu sehen.“

### Auszeichnungen
Drehbuchautor Marc Rosenberg erhielt 2007 einen Awgie Award der Australian Writers’ Guild. Regisseur Rod Hardy wurde 2008 auf dem Giffoni Film Festival mit dem CGS Award ausgezeichnet.

### Einspielergebnis
Bei einem geschätzten Budget von 4 Millionen US-Dollar spielte der Film weltweit nur ca. 1,2 Millionen US-Dollar wieder ein.